# Acuki Itó
Acuki Itó (japonsky: 伊藤 敦樹; * 11. srpna 1998) je japonský profesionální fotbalista, který hraje na pozici defenzivního záložníka za belgický klub KAA Gent a japonský národní tým.

## Klubová kariéra
Dne 13. srpna 2024 podepsal Itó čtyřletou smlouvu s Gentem v Belgii.

## Statistiky

### Klubové
Platí k zápasu hranému 25. května 2025.
| Klub                     | Sezóna            | Liga               | Liga   | Liga | Národní pohár | Národní pohár | Ligový pohár | Ligový pohár | Ostatní | Ostatní | Celkově | Celkově |
| Klub                     | Sezóna            | Soutěž             | Zápasy | Góly | Zápasy        | Góly          | Zápasy       | Góly         | Zápasy  | Góly    | Zápasy  | Góly    |
| ------------------------ | ----------------- | ------------------ | ------ | ---- | ------------- | ------------- | ------------ | ------------ | ------- | ------- | ------- | ------- |
| Ryutsu Keizai University | 2018              | –                  | –      | –    | 1             | 0             | –            | –            | 0       | 0       | 1       | 0       |
| Ryutsu Keizai University | 2019              | –                  | –      | –    | 2             | 0             | –            | –            | 0       | 0       | 2       | 0       |
| Ryutsu Keizai University | Celkově           | Celkově            | 0      | 0    | 3             | 0             | 0            | 0            | 0       | 0       | 3       | 0       |
| Urawa Red Diamonds       | 2021              | J1 League          | 36     | 1    | 5             | 0             | 12           | 2            | 0       | 0       | 0       | 3       |
| Urawa Red Diamonds       | 2022              | J1 League          | 28     | 4    | 2             | 0             | 4            | 2            | 8       | 0       | 0       | 6       |
| Urawa Red Diamonds       | 2023              | J1 League          | 33     | 2    | 3             | 2             | 6            | 0            | 0       | 0       | 42      | 4       |
| Urawa Red Diamonds       | 2024              | J1 League          | 24     | 5    | 0             | 0             | 2            | 1            | 8       | 0       | 34      | 6       |
| Urawa Red Diamonds       | Celkově           | Celkově            | 121    | 12   | 10            | 2             | 24           | 5            | 16      | 0       | 171     | 19      |
| Gent                     | 2024/25           | Jupiler Pro League | 35     | 2    | 2             | 0             | —            | —            | 9       | 0       | 47      | 2       |
| Celkově v kariéře        | Celkově v kariéře | Celkově v kariéře  | 156    | 14   | 15            | 2             | 26           | 5            | 23      | 0       | 220     | 21      |

### Reprezentační
Platí k zápasu hranému 13. října 2023.
| Národní tým | Rok     | Zápasy | Góly |
| ----------- | ------- | ------ | ---- |
| Japonsko    | 2023    | 3      | 1    |
| Celkově     | Celkově | 3      | 1    |

#### Reprezentační góly
Skóre a výsledky Japonska jsou vždy zapsány jako první. Góly Acukiho Itóa jsou zvýrazněny.
| Gól | Datum         | Místo                      | Soupeř  | Skóre | Výsledek | Soutěž         |
| --- | ------------- | -------------------------- | ------- | ----- | -------- | -------------- |
| 1.  | 12. září 2023 | Cegeka Arena, Genk, Belgie | Turecko | 1:0   | 4:2      | Kirin Cup 2023 |

## Úspěchy

### Klubové
Urawa Red Diamonds
- Emperor's Cup: 2021
- Japonský Superpohár: 2022
- Liga mistrů AFC: 2022

### Individuální
- Nejlepší jedenáctka J1 League: 2023